# Juliana Westray

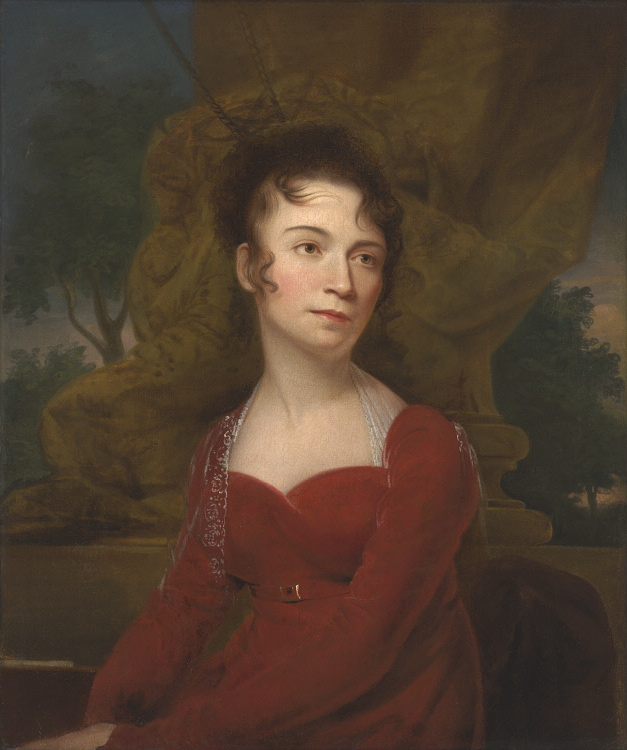
Juliana Westray, målning av Rembrandt Peale 1811.

Juliana Westray, född 1778, död 1838, var en amerikansk skådespelare.
Juliana Westray var född i Storbritannien och syster till Ellen Westray, och gifte sig 1804 med teaterdirektören William Burke Wood. Hon gjorde sin debut på Haymarket Theatre, Boston 1797, var engagerad hos Old American Company vid Park Theatre i New York 1798-1803, vid Chestnut Street Theatre (1809-20), Walnut Street Theatre (1820-26) och Arch Street Theatre (1826-) i Philadelphia. Hon beskrivs som en framträdande aktör i amerikansk teater och var under 1810- och 20-talen en av de främsta scenattraktionerna i Philadelphia.